# 包摂
包摂（ほうせつ、subsumption）とは、経済・社会が、その本来の諸関係にとって外生的な存在を取り込む過程をいう。はじめ、マルクスの論文「直接的生産過程の諸結果」において、「労働の形式的・実質的包摂」としてこの用語が用いられ、後に、労働（技術）以外の外生的な要素を取り込む場合の概念に拡張された。
経済・社会は、捨象して抽象化することが可能な人間相互の関係である。他方、現実の経済・社会は、自然科学の法則を合目的的にシステム化した技術、生物としてのヒト、自然環境、空間など、さまざまの外生的な存在を取り込まない限り存続することができない。
これらはいずれも、自然的存在であり、自然科学が究明する独自の運動法則をもつ統一体である。経済や社会は、このような自然的存在のうち有用な性質のみを取り込んで（包摂して）活用しようとするが、自然は統一体として存在している以上、経済・社会にとって障害となる要素も同時に包摂せざるを得ないことを意味する。その結果、この障害となる要素が、経済・社会にさまざまの否定的帰結をもたらす。これが、経済・社会にとって外生的なものの形式的包摂 (formal subsumption) である。
そこで、経済・社会の主体は、この自然の存在が障害をもたらさないよう、自然を人間の都合に合わせて作り変えようとする。これは、経済・社会による人為的な自然の生産過程である。人為的自然が適切に生産されれば、形式的包摂に際して存在していた障害は消滅する。これにより、経済・社会は、外生的な自然を実質的包摂 (real subsumption) したことになる。
マルクスが用いた具体例は、マニュファクチュア期の熟練技術が資本主義の生産様式に形式的包摂されると、技術を自己の身体に体化している熟練労働者は資本に対し高い地位を保有し、頑固な熟練労働者の言うことに経営者が従わない限り、生産は出来ない。また、熟練労働者は容易に養成できないため、拡大再生産が困難で、資本蓄積の障害となる。そこで、技術体系そのものを作り直し、熟練を排除した機械制大工業（工場制機械工業）のシステムが構築される。これが、労働（技術）の実質的包摂である。機械を用いれば未熟練労働者でも生産が出来るようになり、機械に設備投資さえすれば任意に生産規模を拡大できる。これによって資本（経営側）の労働（被雇用者）に対する優越性は確保され、資本蓄積の障害は解消する。すなわち、テーラーシステムのようなコンベア（ベルトコンベア・ローラーコンベア）を用いた大量生産の過程は、労働（技術）の実質的包摂の帰結である、と言うものである。アメリカの労働経済学者ブレイヴァマンはこれを、「訓練されたゴリラでも出来る」作業であり「労働の低質化」だと指摘した。